# Fallujah (banda)
Fallujah é uma banda da cidade de São Francisco, do estado da Califórnia, do país Estados Unidos, creditada como pioneira do atmospheric death metal. 

## Membros

### Atuais
- Alex Hofmann – vocal e programação (2007 - presente)
- Scott Carstairs – guitarra (2007 - presente)
- Brian James – guitarra (2013 - presente)
- Rob Morey – baixo (2009 - presente)
- Andrew Baird – bateria (2007 - presente)

### Anteriores
- Suliman Arghandiwal – vocal (2007 - 2008)
- Rob Maramonte – guitarra (2008 - 2009 e 2010 - 2013)
- Anthony Borges – guitarra (2009 - 2010)
- Dan Wissinger – baixo (2007)
- Brandon "Brando" Hoberg – baixo (2007 - 2009)
- Tommy Logan – bateria (2007)

## Discografia

### Álbuns de estúdio
- The Harvest Wombs (2011)
- The Flesh Prevails (2014)[4][5]
- Dreamless (2016)
- Undying Light (2019)
- Empyrean (2022)

### EPs
- Leper Colony (2009)
- Nomadic (2013)

### Demos
- Demo 2009 (2009)
- Demo 2010 (2010)

## Bandas similares
- The Faceless